# 潖江
潖江是北江下游东岸的一条支流，发源于佛冈县东面，在广东省清远市连江口镇注入北江，全长83公里，流域面积达1386平方公里。潖江的中游以下地势较低洼开阔，是北江下遊天然的滞洪区，对北江防洪有积极意义。